# José Antonio García Ramos
José Antonio García Ramos (Fines, Almería, 12 de noviembre de 1946–Albox, ibídem, 27 de junio de 2016) fue un médico, historiador y escritor español nacido en Fines, provincia de Almería, que ejerció toda su actividad profesional en dicha provincia a lo largo de más de cuarenta años a la vez que llevó a cabo numerosos trabajos de investigación sobre antropología, arqueología, filología e historia de la medicina. Perteneció al Instituto de Estudios Almerienses, a la vez que fue miembro de la Sociedad Española de Historia de la Medicina, así como miembro de la Asociación de Médico Escritores y Artistas.

## Biografía
Nacido en Fines vivió su infancia y juventud en Olula del Río. A los doce años se fue a estudiar a Murcia, donde cursó bachiller en los Maristas. Tras ello comenzó sus estudios universitarios obteniendo el título de licenciado en Medicina por la Universidad de Granada (1972). Tras finalizar sus estudios ejerció como médico titular en Líjar (Almería) entre los años 1974 y 1980. Este mismo año obtuvo la plaza de médico titular por oposición en Albox, pueblo en el que vivió y desempeñó su labor profesional hasta el día de su fallecimiento.
Durante estos años compaginó su carrera profesional, con diversos estudios principalmente sobre historia de la medicina y Almería, haciendo hincapié en la biografía de médicos almerienses, cultura argárica y botánica autóctona.
El 16 de agosto de 2016 El Colegio de Médicos de Almería le concedió, a título póstumo, el título de Colegiado honorífico (2016).
El 28 de diciembre de 2016 se inauguró una calle en su honor, en el municipio de Albox.

## Obra
La obra de José Antonio ha versado fundamentalmente sobre sus dos temas de interés. la historia de la medicina y Almería, además de administrar diversos blogs, publicar artículos en la prensa provincial y realizar conferencias, José Antonio ha publicado los siguientes libros:
- Cantos de Mi Pueblo. Almería: Editorial Cajal. 1980. ISBN 84-85219-35-X.
- El refranero almeriense como literatura popular. Albox: Grupo Cultural Batarro. 2005. ISBN 84-609-4072-1.
- La medicina popular en Almería: ensayo de antropología cultural. Albox: García Ramos, José Antonio. 2005. ISBN 978-84-614-3383-4.
- Memoria médico-topográfica de la ciudad de Cuevas, en la provincia de Almería. Albox: Pfizer. 2007. ISBN 978-84-96651-34-0.
- El Obispo y su Médico. Albox: Ediciones Ende. 2014. ISBN 978-84-942275-7-8.